# زندانه
زندانه، روستایی از توابع بخش پره‌سر شهرستان رضوان‌شهر در استان گیلان ایران است.

## جمعیت
این روستا در دهستان ییلاقی ارده قرار دارد و براساس سرشماری مرکز آمار ایران در سال 1395، جمعیت آن 137 نفر (47خانوار) بوده‌است.